# Dockers de Nantes
I Dockers de Nantes sono una squadra di football americano di Nantes, in Francia.

## Storia
La squadra è stata fondata nel 1981 come Panthères Jaunes Nantes; nel 1985 ha cambiato nome in Drakkars Nantes, poi nel 1992 è divenuta Firebirds Nantes, per assumere il nome attuale nel 1997. Ha partecipato 6 volte al campionato francese di football americano di prima divisione; ha vinto un Casco d'Argento (torneo di terza divisione), un campionato regionale (torneo di quarta divisione) e 7 Ouest Bowl (organizzati dalla Lega Football della Bretagna e Paese della Loira).

## Dettaglio stagioni

### Tornei locali

#### Conference Ouest
| Stagione | regular season | regular season | regular season | regular season | regular season | regular season | playoff | playoff | playoff | playoff | playoff | playoff      | playoff               |
|          | Vin            | Par            | Per            | Tot            | PF             | PS             | Vin     | Per     | Tot     | PF      | PS      | risultato    | avversaria            |
| -------- | -------------- | -------------- | -------------- | -------------- | -------------- | -------------- | ------- | ------- | ------- | ------- | ------- | ------------ | --------------------- |
| 1996     | ?              | ?              | ?              | ?              | ?              | ?              | ?       | ?       | ?       | ?       | ?       | Campioni     | ?                     |
| 1997     | -              | -              | -              | -              | -              | -              | 1       | 1       | 2       | 40      | 42      | Ouest Bowl   | Kangourous de Pessac  |
| 1998     | -              | -              | -              | -              | -              | -              | 1       | 1       | 2       | 50      | 20      | Ouest Bowl   | Yankees Angers        |
| 1999     | -              | -              | -              | -              | -              | -              | 0       | 2       | 2       | 2       | 34      | Quarto posto | Conquérants de Caen   |
| 2000     | 3              | 0              | 1              | 4              | 44             | 22             | 1       | 0       | 1       | 15      | 14      | Campioni     | Yankees Angers        |
| 2001     | 1              | 0              | 0              | 1              | 33             | 0              | 2       | 0       | 2       | 26      | 0       | Campioni     | Pionniers de Touraine |
| 2002     | 4              | 0              | 0              | 4              | 143            | 0              | 2       | 0       | 2       | 38      | 0       | Campioni     | Kangourous de Pessac  |
| 2003     | 6              | 0              | 0              | 6              | 216            | 8              | 2       | 0       | 2       | 98      | 0       | Campioni     | Caïmans72 du Mans     |
| 2004     | 3              | 0              | 0              | 3              | 120            | 0              | 2       | 0       | 2       | 38      | 2       | Campioni     | Yankees Angers        |
| 2005     | 4              | 0              | 0              | 4              | 188            | 0              | 2       | 1       | 3       | 44      | 26      | Terzo posto  | Yankees Angers        |
| 2006     | 3              | 1              | 0              | 4              | 90             | 0              | 3       | 0       | 3       | 38      | 26      | Campioni     | Gaulois de Sannois    |
| 2007     | 3              | 1              | 0              | 4              | 93             | 14             | 1       | 2       | 3       | 44      | 58      | Quarto posto | Gaulois de Sannois    |
| Totale   | 27+?           | 2+?            | 1+?            | 30+?           | 927+?          | 44+?           | 17+?    | 7+?     | 24+?    | 433+?   | 222+?   |              |                       |

Fonti: Enciclopedia del Football - A cura di Roberto Mezzetti

### Riepilogo fasi finali disputate
| Anno           | Luogo   | Evento           | Fase del torneo      | Incontro                                   | Risultato |
| 1996           |         | Conference Ouest | Ouest Bowl           | Firebirds de Nantes - ?                    | v - p     |
| 25 maggio 1997 |         | Conference Ouest | Ouest Bowl           | Kangourous de Pessac - Firebirds de Nantes | 14 - 8    |
| 24 maggio 1998 |         | Conference Ouest | Ouest Bowl           | Yankees Angers - Dockers de Nantes         | 24 - 20   |
| 23 maggio 1999 |         | Conference Ouest | Finale 3º - 4º posto | Conquérants de Caen - Dockers de Nantes    | 18 - 2    |
| 29 maggio 2000 |         | Conference Ouest | Ouest Bowl           | Dockers de Nantes - Yankees Angers         | 15 - 14   |
| 13 maggio 2001 |         | Conference Ouest | Ouest Bowl           | Dockers de Nantes - Pionniers de Touraine  | 20 - 0    |
| 26 maggio 2002 |         | Conference Ouest | Ouest Bowl           | Dockers de Nantes - Kangourous de Pessac   | 24 - 0    |
| 15 giugno 2003 | Nantes  | Conference Ouest | Ouest Bowl           | Dockers de Nantes - Caïmans72 du Mans      | 22 - 0    |
| 6 giugno 2004  | Rennes  | Conference Ouest | Ouest Bowl           | Dockers de Nantes - Yankees Angers         | 12 - 2    |
| 5 giugno 2005  | Le Mans | Conference Ouest | Finale 3º - 4º posto | Dockers de Nantes - Yankees Angers         | 14 - 6    |
| 4 giugno 2006  | Rezé    | Conference Ouest | Ouest Bowl           | Gaulois de Sannois - Dockers de Nantes     | 6 - 7     |
| 10 giugno 2007 | Le Mans | Conference Ouest | Finale 3º - 4º posto | Dockers de Nantes - Gaulois de Sannois     | 8 - 22    |

## Palmarès
- 1 Casco d'Argento (2003)
- 1 Campionato regionale Bretagna-Paese della Loira (2009)
- 7 Ouest Bowl (1996, 2000-2004, 2006)